# Mészbetétes kerámia kultúrája
A mészbetétes kerámia kultúrája jelentős régészeti kultúra volt, mely a bronzkor középső szakaszában, az i. e. 19–18. és 14. század között a Dunántúlon virágzott.

## Kutatástörténete
A kultúra első leírása és tipologizálása még a középső bronzkori pannoniai kerámia kultúrája megnevezéssel Rómer Flóris és Hampel József nevéhez kötődik (1876). 1904-ben Wosinsky Mór a lengyeli Sánc-hegyen (Sánci-tetőn) folytatott ásatásait követően a jellemző kerámiadíszítési technikára utalva alkalmazta először a mészbetétes megjelölést, egyúttal a kultúra ekkor még elnagyolt földrajzi elterjedését és táji tipológiáját is felvázolta. 1942-ben Csalog Zsolt a Dunántúl teljes területére kiterjedő középső bronzkori kultúra egészére alkalmazta a terminust, rámutatva a látszólagos tipológiai eltérések ellenére fellelhető közös kulturális jegyekre. A 20. század közepe óta élénk szakmai viták zajlanak arról, hogy a kora bronzkor végéről ismert szintén dunántúli kisapostagi kultúra és a később megjelent mészbetétes kerámia kultúrája mennyire fedik át egymást, vagy feleltethetők meg egymással. A szakma egyik része elkülöníti egymástól a két kultúrát, míg 1964 óta Bándi Gábor nyomán többen megkérdőjelezik az önállóságukat. Utóbbiak szerint a korábbi kisapostagi kultúrára jellemző tekercselt pálcikás díszítési technika alakult át, amikor a pálcikával nyomott mélyedéseket kezdték egyre gyakrabban mészbetéttel kitölteni, így előbbi népességéből lett a mészbetétes kerámiák népe.
Az addigi legnagyobb sírmelléklettel rendelkező temetkezési helyet 137 épen megőrződött edénnyel 1995-ben tárták fel Balatonfűzfőn. 2008-ban Bonyhádon vette kezdetét egy minden korábbinál több leletet: 113 típusba tartozó 858 edénymellékletet felvonultató mészbetétes temető ásatása. További nagyobb temetőik ismertek Kaposvár, Mosonszentmiklós és Ménfőcsanak területéről. Ez utóbbi gazdag leletanyagok további eligazítással szolgálnak a mészbetétes kultúra idővonalát illetően. Az eredményeket publikáló régészek rámutattak, hogy a kora bronzkori bonyhádi sírok csontvázas temetkezésének módja rokonságot mutat az i. e. 2400-ig virágzó kelet-európai zsinegdíszes kultúrával – vagyis részben a kisapostagival azonosítja –, annak egyik kései, a Dunántúlra i. e. 2150 körül a Somogyvár–Vinkovci-kultúra helyére benyomult regionális csoportjának tartja a mészbetétes kerámia népét. A kultúra helyi hatásra váltott hamvasztásos temetkezésre, és ezzel párhuzamosan kezdte – általában csonthamuból készült – mészbetéttel kitölteni az edények falába benyomkodott díszítéseket.

## Jellemzői
A kultúrához tartozó népesség a mainál csapadékosabb, hűvösebb klímaidőszakban élt, közösségeik állattartó-földművelő gazdálkodást folytattak. A régészeti ásatások során állandóan lakott falvaikat – bár ismertek ilyenek, például Szentlőrinc-Strandfürdő – mélyrehatóan nem tárták még fel, csak temetőiket és magaslati telepeiket, ahol talán a közösség vezetői laktak (pl. Veszprém-Várhegy). Életmódjukról tudható, hogy favázas lakóházaik voltak, tapasztott vesszőfonatos, ún. paticsfalazattal, gazdasági épületeiket pedig félig a földbe mélyítették. Elsősorban szarvasmarhát és sertést tartottak, külterjes körülmények között, de jelentős volt tolnanémedi típusú keresztbordás korongokat, fésű és horgony alakú csüngőket, hajfonatkarikákat, többsoros karpereceket, nyakpereceket előállító fémművességük is (pl. Abda, Lengyeltóti, Kölesd-Nagyhangos).
A mészbetétes kerámiák elsősorban a kultúra sírmellékleteiből ismert. Fazekasságuk sajátossága a fekete, szürke vagy sárga alapszínű, fényezett felületű agyagedényeiken alkalmazott mészbetétes díszítés: a benyomkodott vagy valamely eszközzel bepecsételt mélyedéseket kagylóhéjból, csonthamuból, gipszből vagy mészkőből készült mésszel töltötték ki. Elsősorban egyenes sávok, cikcakkok és pontkörök jellemzik edényeik díszítését, de a felhasznált motívumok tárháza ennél sokkal gazdagabb: 2006-ig 2500-féle mészbetétes mintát írtak le a régészek. Az újabb ásatások rámutattak, hogy a sírmellékletekből előkerült agyagedények tipológiája és motívumkincse, díszítésének módja közvetlenül utal az elhunyt nemére, életkorára és státusára, sőt voltaképpen az elhunyt viseletének, végső soron magának a halottnak a stilizált ábrázolása lehet. A mészbetétes kultúra gyermeksírjainak egyedi agyagtárgyai közé tartoznak egyebek mellett a kisméretű ivókürtök, madár alakú csörgők és emberlábakon álló kisoltárok.
A kultúrát korai szakaszában még csontvázas temetkezés jellemezte: halottaikat hátukra fektették, felhúzott lábukat pedig oldalra fordították. Idővel azonban a hamvasztásos temetkezés vált egyeduralkodóvá: antropológiai vizsgálatok kimutatták, hogy a felékszerezett tetemeket elégetésükkor még lágyszövet fedte, tehát a hamvasztásra nem sokkal a halál beálltát követően került sor. A magas hőfokú, lassú égésből visszamaradt csonttöredékeket az anatómiai rendre törekedve összegyűjtötték, és ezeket helyezték közvetlenül a sírul szolgáló gödörbe (szórt hamvas temetkezés), esetleg nagyméretű urnaedénybe (urnás-hamvasztásos temetkezés). Az ily módon szállítóurnaként használt edényeket a sírban gyakran összetörték, majd a töredékekkel kibélelték a sírgödröt, sőt étellel-itallal teli további edényeket is helyeztek a sírba. A sírmellékletekből ismert bronzékszerek importból is származhattak cserekereskedelem révén, de rendszerint helyben készítették őket (pl. zalaszabari kincs).
A kultúra népessége északon a Duna vonalát is átlépve a mai Délnyugat-Szlovákiáig terjedt, a Balatontól keletre azonban csak a Sió völgyétől délre fekvő vidékről ismertek településeik. A régészeti kultúrát két nagyobb táji csoportra, azokon belül további alcsoportokra osztják a mészbetétdísz elkészítésének módja, minősége és típusváltozatai alapján: a pontkörös észak-dunántúli csoporthoz tartoznak az esztergomi és veszprémi, a széles sávos dél-dunántúlihoz pedig a szekszárdi és pécsi alcsoportok. Ezek az alcsoportok feltételezések szerint egymástól különálló törzsek jellemzői voltak. A középső bronzkorban jelentősebb szomszédos kultúrák a déli eredetű vatyai, valamint a dunamenti és alföldi tellkultúrák voltak. Ezek leletanyagában előfordulnak a dunántúli mészbetétes kerámiák is, ami egyfelől jelzi a mészbetétes kerámia népének élénk kereskedelmi tevékenységét, másfelől segítség a kultúra időrendi besorolásához.